# 阿什格羅夫鎮區 (伊利諾伊州易洛魁縣)
阿什格羅夫鎮區（英語：Ash Grove Township）是位於美國伊利諾伊州易洛魁縣的一個行政鎮區。

## 地方資料
根據2010年美國人口普查的數據，阿什格羅夫鎮區的面積為158.20平方千米，當中陸地面積為158.10平方千米，而水域面積為0.10平方千米。當地共有人口700人，而人口密度為每平方千米4.42人。